# Norbert Domnik
Norbert Domnik (* 30. Juli 1964 in Klagenfurt) ist ein ehemaliger österreichischer Triathlet und Olympiastarter (2004).

## Werdegang
Norbert Domnik trainierte im Heeres-Leistungs-Zentrum Kärnten. Zwischen 1994 und 2002 wurde er fünf Mal Staatsmeister auf der Triathlon-Kurzdistanz.
Im Juni 2004 wurde er in Frankreich Militär-Weltmeister Triathlon in der Klasse M40.

### Olympische Sommerspiele 2004
Im August startete er für Österreich bei den Olympischen Spielen in Athen und belegte dort den 37. Rang.
Nach den Olympischen Spielen 2004 unterstützte er den Triathlonsport in Kärnten und eröffnete mit Unterstützung des Landes Kärnten das Landesleistungszentrum für Triathlon.
Von 2005 bis 2012 arbeitete er für das Heeres-Sport- und Leistungszentrum in der Funktion als Ausbilder/Trainer im Heeressportwissenschaftlichen Dienst. 2007 qualifizierte er sich für einen Startplatz beim Ironman Hawaii (Ironman World Championships).
2019 wurde er ITU-Weltmeister auf der Triathlon-Sprintdistanz in der Altersklasse M55–59. Seit 2021 tritt Norbert Domnik nicht mehr international in Erscheinung.
Bis August 2011 trainierte er die österreichische Triathletin Lisa Perterer. Seit 2013 trainiert er die Nachwuchsathletin Alina Hambrusch sowie den Handicap-Sportler Christian Troger.

## Sportliche Erfolge
| Datum/Jahr    | Rang | Wettbewerb                                     | Austragungsort | Zeit        | Bemerkung |
| ------------- | ---- | ---------------------------------------------- | -------------- | ----------- | --- |
| 28. Juli 2012 | 2    | TriZell                                        | Zell am See    | 02:03:07    | [ 2 ] |
| 13. Juni 2010 | 7    | ÖTRV Staatsmeisterschaft Triathlon Kurzdistanz | Wien           | 01:58:02    | Österreichische Staatsmeisterschaft über die olympische Distanz auf der Wiener Donauinsel beim Vienna City Triathlon                             |
| 3. Sep. 2006  | 2    | Ironman 70.3 Monaco                            | Monaco         | 04:14:10    | zweiter Rang hinter dem Sieger Marcel Zamora Pérez aus Spanien                                                                                   |
| 13. Juni 2005 |      | ÖTRV Staatsmeisterschaft Triathlon Kurzdistanz | Telfs          | 02:16:36    | auf der olympischen Distanz |
| 25. Aug. 2004 | 37   | Olympische Sommerspiele 2004                   | Athen          | 01:59:33,25 | |
| Juni 2004     | 1    | Militär-Weltmeisterschaft Triathlon            | Belfort        |             | Sieg und Weltmeister in der Klasse M40 auf der olympischen Distanz (1,5 km Schwimmen, 43 km Radfahren und 10 km Laufen), vom 4. bis 8. Juni 2004 |
| 2003          | 29   | ITU Triathlon World Championships              | Queenstown     | 01:58:13    | |
| 2003          | 2    | ETU Triathlon European Cup                     | Sofia          | 01:54:49    | hinter dem Sieger Jan Řehula |
| 2002          | 1    | Kirchbichl Triathlon                           | Kirchbichl     |             | |
| 2002          | 13   | ITU Triathlon World Championships              | Cancún         | 01:52:36    | |
| 2002          | 1    | ÖTRV Staatsmeisterschaft Triathlon Kurzdistanz | Mieming        |             | fünfter Titel Staatsmeister Kurzdistanz |
| 2001          | 1    | ÖTRV Staatsmeisterschaft Triathlon Kurzdistanz | Klagenfurt     |             | Staatsmeister Kurzdistanz |
| 1999          | 2    | Kirchbichl Triathlon                           | Kirchbichl     |             | |
| 1998          | 1    | ÖTRV Staatsmeisterschaft Triathlon Kurzdistanz | Kirchbichl     |             | Staatsmeister Kurzdistanz |
| 1996          | 2    | Steel-Town-Man                                 | Linz           | 03:48:57    | |
| 1995          | 1    | Steel-Town-Man                                 | Linz           | 03:50:09    | Sieg vor Wolfgang Kattnig |
| 1995          | 1    | ÖTRV Staatsmeisterschaft Triathlon Kurzdistanz | Völkermarkt    |             | Österreichischer Staatsmeister |
| 1995          | 2    | Kirchbichl Triathlon                           | Kirchbichl     |             | |
| 1994          | 1    | Steel-Town-Man                                 | Linz           | 03:51:38    | Sieg vor Wolfgang Kattnig |
| 1994          | 1    | ÖTRV Staatsmeisterschaft Triathlon Kurzdistanz | Linz           |             | Sieger beim Kirchbichl Triathlon und damit österreichischer Staatsmeister                                                                        |
| 14. Aug. 1993 | 9    | ITU Triathlon World Cup                        | Embrun         | 02:22:54    | auf der Kurzdistanz beim Embrunman |
| 1993          | 3    | Kirchbichl Triathlon                           | Kirchbichl     |             | |

| Datum/Jahr    | Rang | Wettbewerb                                      | Austragungsort | Zeit     | Bemerkung                                    |
| ------------- | ---- | ----------------------------------------------- | -------------- | -------- | -------------------------------------------- |
| 1. Aug. 2010  | 25   | ITU Long Distance Triathlon World Championships | Immenstadt     | 07:05:25 | Langdistanz-WM                               |
| 13. Okt. 2007 | 151  | Ironman Hawaii                                  | Hawaii         | 09:38:40 | Ironman World Championships                  |
| 16. Juli 2006 | 19   | Ironman Austria                                 | Klagenfurt     | 08:47:24 |                                              |
| 23. Juli 2000 | 17   | Ironman Austria                                 | Klagenfurt     | 08:35:42 | persönliche Bestzeit auf der Ironman-Distanz |
| 12. Juli 1999 | 9    | Ironman Austria                                 | Klagenfurt     | 08:36:52 |                                              |

| Datum/Jahr    | Rang | Wettbewerb                                         | Austragungsort | Zeit     | Bemerkung                 |
| ------------- | ---- | -------------------------------------------------- | -------------- | -------- | ------------------------- |
| 24. Juni 2021 | 3    | ETU Aquathlon European Championship 55–59          | Walchsee       | 00:35:51 | in der Altersklasse 55–59 |
| 22. Aug. 2020 | 14   | ÖTRV Österreichische Staatsmeisterschaft Aquathlon | Ferlach        | 00:33:17 |                           |
| 3. Aug. 2019  | 7    | ÖTRV Österreichische Staatsmeisterschaft Aquathlon | Ferlach        | 00:32:40 |                           |

(DNF – Did Not Finish)